# Intercalatie (scheikunde)

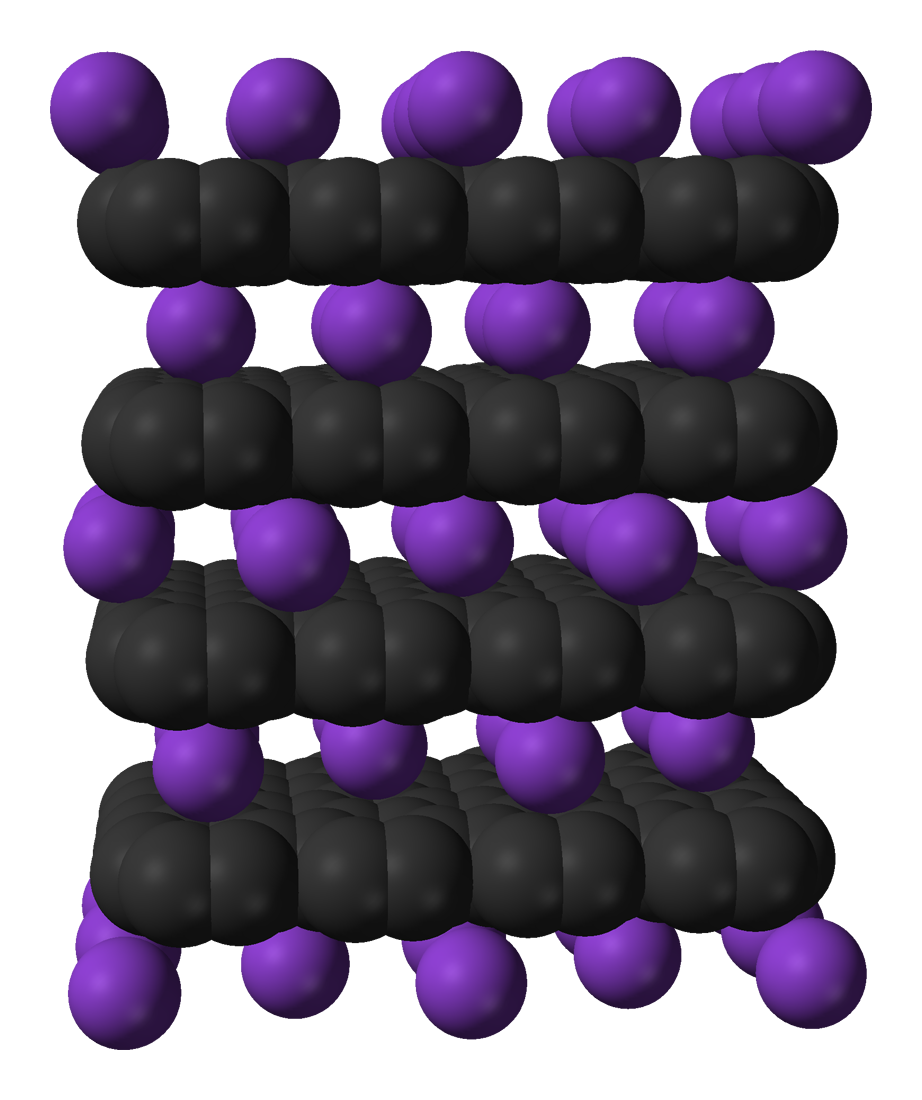
Kalium (paars) intercaleert in grafiet (zwart)

In de scheikunde is intercalatie de invoeging van een molecuul (of ion) in een moleculair rooster van een vaste stof. Het is een specifieke vorm van een waard-gast-complex. Een van de bekendste voorbeelden is de intercalatie van een alkalimetaal (zoals kalium) in grafiet. Om intercalatie tot stand te brengen, moeten vanderwaalskrachten worden opgeheven, wat vaak veel energie vereist. Intercalatiereacties zijn reversibel.
Het principe van intercalatie in grafiet wordt onder meer toegepast in sommige lithium-ionbatterijen. Hierbij worden ionen reversibel geïntercaleerd in waardmaterialen voor elektrochemische opslag van energie.